# Stańczyk Hill
Der Stańczyk Hill (englisch; polnisch Wzgórze Stańczyka) ist ein rund 250 m hoher Hügel auf King George Island im Archipel der Südlichen Shetlandinseln. Er ragt zwischen dem Matejko- und dem Stwosz-Eisfall auf.
Polnische Wissenschaftler benannten ihn 1980. Namensgeber ist der Hofnarr Stańczyk (≈1480–≈1560).